# تهته موسی
تهته موسی (به انگلیسی: Thatta Musa) یک منطقهٔ مسکونی در پاکستان است که در پنجاب واقع شده‌است.